# シロエリコウ
シロエリコウ（白襟鸛、Ciconia episcopus）は、鳥綱コウノトリ目コウノトリ科コウノトリ属に分類される鳥類。

## 分類
以前はマレーコウノトリ（Ciconia stormi）が亜種とされていた。BirdLife Internationalでは2020年の時点で、Ciconia microscelisを独立種とする説を採用している。
以下の亜種の分類・分布は、IOC World Bird List (v11.1)に従う。
Ciconia episcopus episcopus (Boddaert, 1783)
インドからインドシナ半島・マレー半島、スマトラ島北部、フィリピン
Ciconia episcopus microscelis Gray, 1848
アフリカ大陸
Ciconia episcopus neglecta (Finsch, 1904)
ジャワ島、スマトラ島南部、スラウェシ島

## 人間との関係
この記事では亜種として扱うが、BirdLife Internationalに従っているIUCNレッドリストでは2020年の時点で、2種に分類・判定している。
C. episcopus（基亜種C. e. episcopus + 亜種C. e. neglecta）
都市開発や湿地開発・森林伐採などによる生息地の破壊、農薬による影響、狩猟などが原因で、生息数が減少している。
NEAR THREATENED (IUCN Red List Ver. 3.1 (2001))

C. microscelis（亜種C. e. microscelisにあたる）
分布が非常に広く生息数も安定していると考えられ、絶滅のおそれは低いと考えられている。
LEAST CONCERN (IUCN Red List Ver. 3.1 (2001))

## 画像

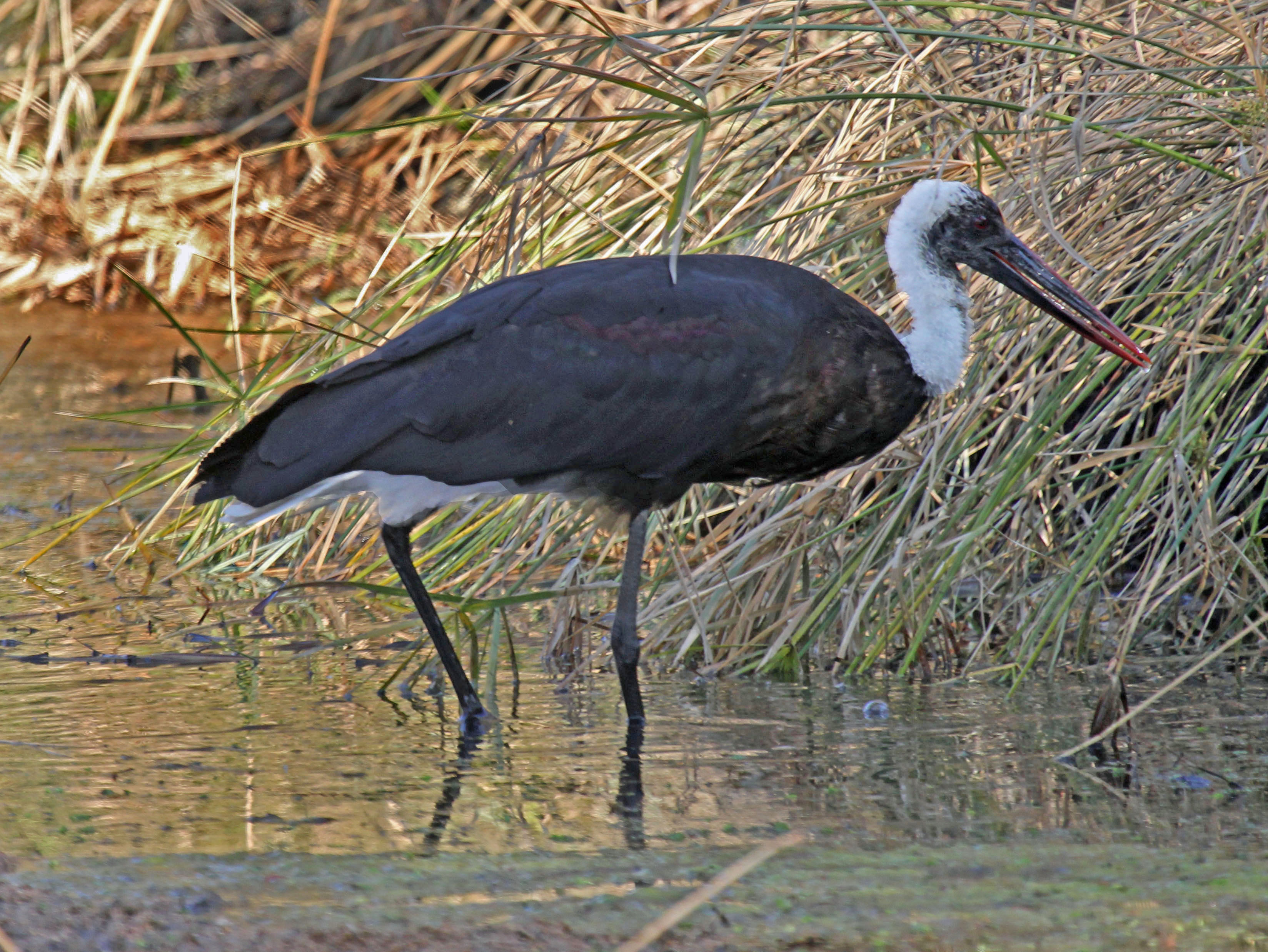
亜種C. e. microscelis